# THX标准

THX標誌

THX是一种对电影、电影播放设备、电影播放环境等的认证标准，由卢卡斯影業（Lucasfilm）制定。THX是Tomlinson Holman Experiment的字头缩写，主要为剧院、家庭影院、多媒体产品所设计的品质保证。
THX的最终目标是保证在所有获得THX认证的系统上，能够提供一致的体验。比如说一部电影，不论是蓝光影碟还是电影胶片，不论在电影工作室、电影放映厅，还是家庭影院中，都能达到一致的画面和声音的感受，画面的对比度、色彩，声音的响度、频率范围上都能达到很高的一致性。THX标准与国际标准不同，大多数标准都有一个允差范围，但THX不设允差，只有一个最低要求，必须超过才能合格。THX不光是对设备的认证，更包括了对环境噪声和室内空间频响的場地要求，最新的一些THX前级可以自动地对不同房间做测音和频响补偿。最近THX还在开发Steerable Line Array technology（可控线性阵列），通过DSP调节几十个扬声器组成的整列，THX宣称这样能控制房间的声场，从而能使不同位置都能获得最佳的听音效果，即在同一个房间里能产生很多“皇帝位”。

## 家用THX设备
为了把电影音轨精确转换到家庭环境，主要会用到如下的THX产品。
家用THX控制器 - 包括多通道电路和必要的电子加强，如再均衡（Re-equalization™）、音色匹配（Timbre Matching™）、去相关（Decorrelation™）等，以便在家庭影院中再现电影院的体验。
家用THX音箱 - 左、中、右、左环绕、右环绕、后左环绕、后右环绕、重低音要能够营造出清晰的，定位准确的，音色完美宽广的多声道音场。前方音箱提供适当的音色平衡，对白的清晰度，声音定位，同时环绕音箱提供包围感和空间感。
家用THX功放 - 为多通道回放系统设计，并要求通过失真度，信噪比，稳定性，电源的动态能力的测试。 
家用THX房间均衡器 - 校正房间的声学问题。虽然不是必须的，THX房间均衡器能改善系统的频率响应和音色校正，达到最佳效果。 
家用THX透声投影屏幕 - 为正投影提供尖锐的图象特性，同时保证屏幕后音箱的声音可以无损的穿过屏幕。 
家用THX影碟机 - 要求达到最高的视频和音频标准。回放影碟是有出色的分辨率，细节和色彩饱和度，减低的图象噪音。除此之外，THX影碟机还要达到音响发烧友的苛刻要求。THX影碟机要有能力直接输出数字多通道信号，如Dolby Digital和DTS。
THX连接线材 - 基于特别的规格：在家庭影院的特长的距离里，保证正确的特性，避免音染色。

## THX设备认证

### I/S Plus Systems
适用于是1.8-2.4米视听距离的功放音箱系统，适用于小房间中的家庭影院系统。

### THX Certified Multimedia Products
适用于多媒体有源音箱和声卡等设备的认证。对功率、听音空间的要求有很大的降低，一般只要求满足个人桌面娱乐的要求，而不需要考虑到一个大房间里多个人的视听需求。THX多媒体认证是要求比较低的一级认证，它并不等同于传统意义上的THX影音设备认证。受到功率、体积、设计目的的限制，通过THX认证的多媒体音响在功率、频响等参数上也往往不及传统的大型的hi-fi音响或家庭影院。

## THX系统认证

### THX影院认证
针对大型电影放映厅的认证。要求包括：对扬声器的布局要求和屏幕一致，使用透声幕；要求空间的隔音；对空调通风等设备有噪音要求；需要控制房间的回响；所有座位上声音和画面保持一致。

### THX Ultra 2
THX Ulrta2的重点是对8声道的重播处理与认证，要求功放具备有最新的杜比數碼環繞EX和DTS-ES 6.1解码功能，并强调放大器要具备控制环境对低频的影响能力，以免产生浑浊不清的低音。与前两代处理系统不同，它配备全新的ASA（Advanced Speaker Array）先进扬声器数组技术和Ulrta2 Cinema和Ulrta2 Music两种环绕强化模式，无论是对电影音效和多声道音乐都能处理。其中Ulrta2 Cinema模式可营造出接近电影院多组环绕音箱的效果，而Ulrta2 Music模式则可在聆听音乐时表现出更宽广的环绕音效。THX Ulrta2还要具备推动低阻抗音箱的能力与更高的信噪比特性，以对应未来各种最新的高音质数字音源。同时，它还对视频的处理转换有更高的要求，要求机内的视讯传输频宽要达到HDTV水平，至少在50MHz以上，并且能够接受逐行扫描讯号的转换。对于操作使用的简捷程度，它也有相应的要求，是目前家庭影院器材的最高认证标准。

### THX Select 2
THX Select2是THX Ultra的小空间版。THX Select则着眼于让小体积的音箱能够得到大音箱的音效。它主要针对室内容积在2000立方英尺（57m³）左右的空间，它只对影音功放和音箱认证，而其它THX标志可针对空间认证。这个室内容积几乎是能达到20Hz低音回放的最小容积，再小的容积就很难回放出最低频率的低音。

### THX Compact Speaker System
比THX Select2小的空间认证标准。因为在低于57m³的空间下很难回放50hz的低音。小空间中的低音会造成驻波等干扰，所以THX系统需要对这些低音进行特别的管理。如果是多媒体桌面系统，一般会过滤掉特别低的低音以防止房间里出现轰隆隆的回响。

## THX认证的声学材料（Acoustic Materials）。[1]
在家庭环境中，特别是比较小的环境中，房间的形状是影响听音效果的重要因素。并不是说买了THX功放和音箱就能达到THX的听音效果。房间的驻波、混响、隔音会影响到声音的回放效果，比如长度小于5米（340米÷34赫兹÷2）的房间因为驻波的问题就很难回放出34赫兹的低音。THX对吸音材料（包括低频陷阱）、隔音材料、声音扩散模块等声学材料进行了认证和推荐，以帮助用户解决房间本身的声学问题。

## 早期标准

### THX Ultra
THX Ultra是THX Ultra2的早期版，它主要应用于较大空间或有更好的超低音表现的场合。适用于3000立方英尺（85m³）左右的空间。

### THX Select
THX Select是THX Select 2的早期版。

## 链接
- THX官方网站（页面存档备份，存于）（英文）
- THX Optimizer优化程序介绍（页面存档备份，存于）
- 家用THX的常见问题（页面存档备份，存于）